# Louis Soutter
Louis Adolphe Soutter (Morges, 4 juni 1871 - Ballaigues, 20 februari 1941) was een Zwitsers kunstschilder en violist.

## Biografie
Louis Soutter studeerde voor ingenieur in Lausanne en in Genève, maar maakte deze studies niet af. In de plaats legde hij zich toe op de schilderkunst en de muziek. Van 1892 tot 1895 verbleef hij in Brussel, waar hij viool studeerde bij de Belgische violist Eugène Ysaÿe. In 1895 verhuisde hij naar Parijs, waar hij teken- en schilderkunst studeerde in de ateliers van Jean-Paul Laurens en Jean-Joseph Benjamin-Constant. In 1897 vervolgens verhuisde hij naar Colorado Springs, Verenigde Staten, waar hij directeur werd van het departement schone kunsten van het Colorado College. Nadat zijn vrouw van hem scheidde in 1903 keerde Soutter definitief terug naar Zwitserland. Hij geraakte aan lagere wal en zijn familie liet hem in 1923 interneren in Ballaigues, waar hij zou verblijven tot aan zijn dood. Aldaar zou Soutter zich evenwel verder toeleggen op zijn abstracte kunstwerken.
Langs de zijde van zijn moeder, Marie-Cécile Jeanneret-Gris, was hij verwant aan Le Corbusier (Charles-Édouard Jeanneret-Gris).

## Galerij

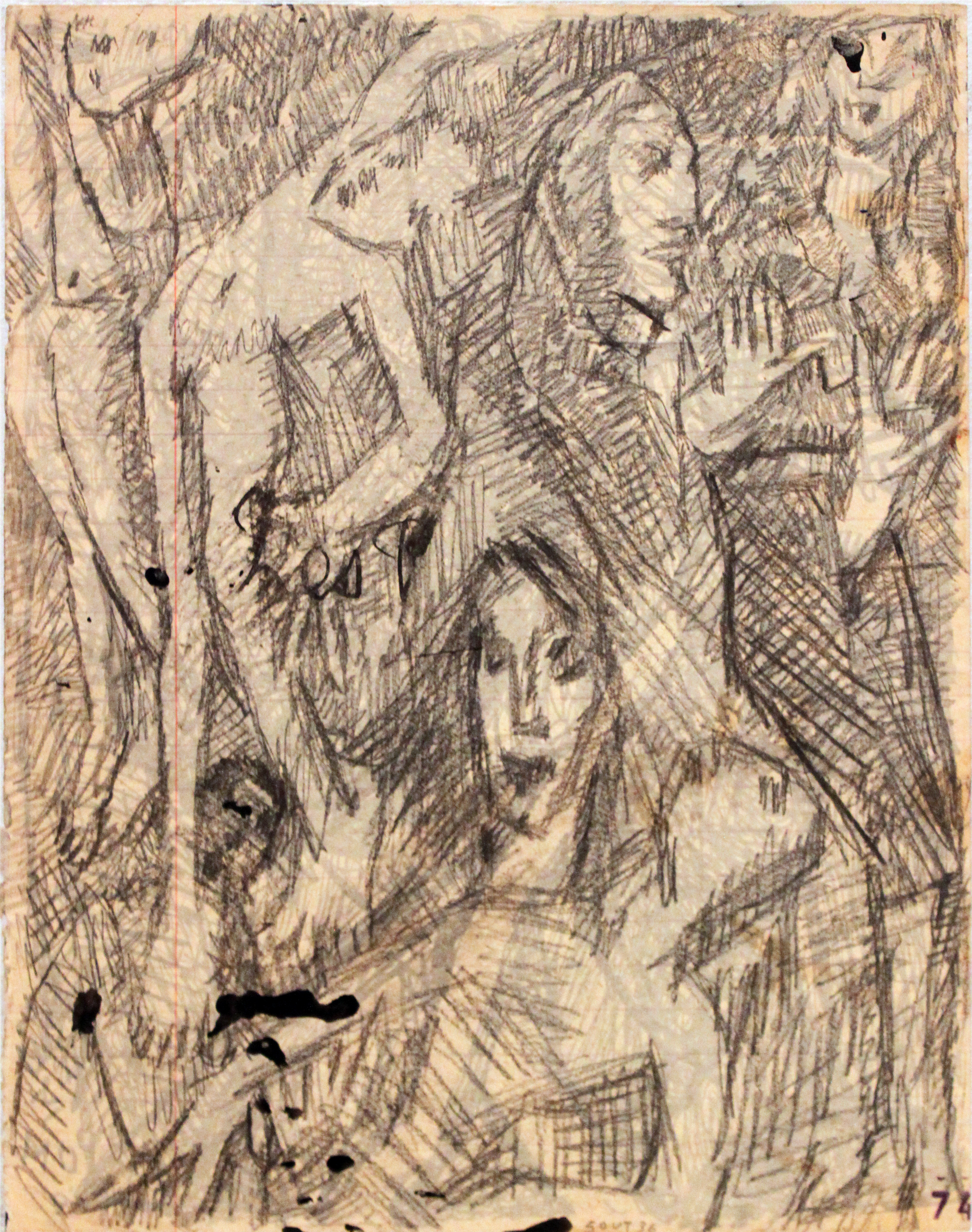
Les P, 1927.
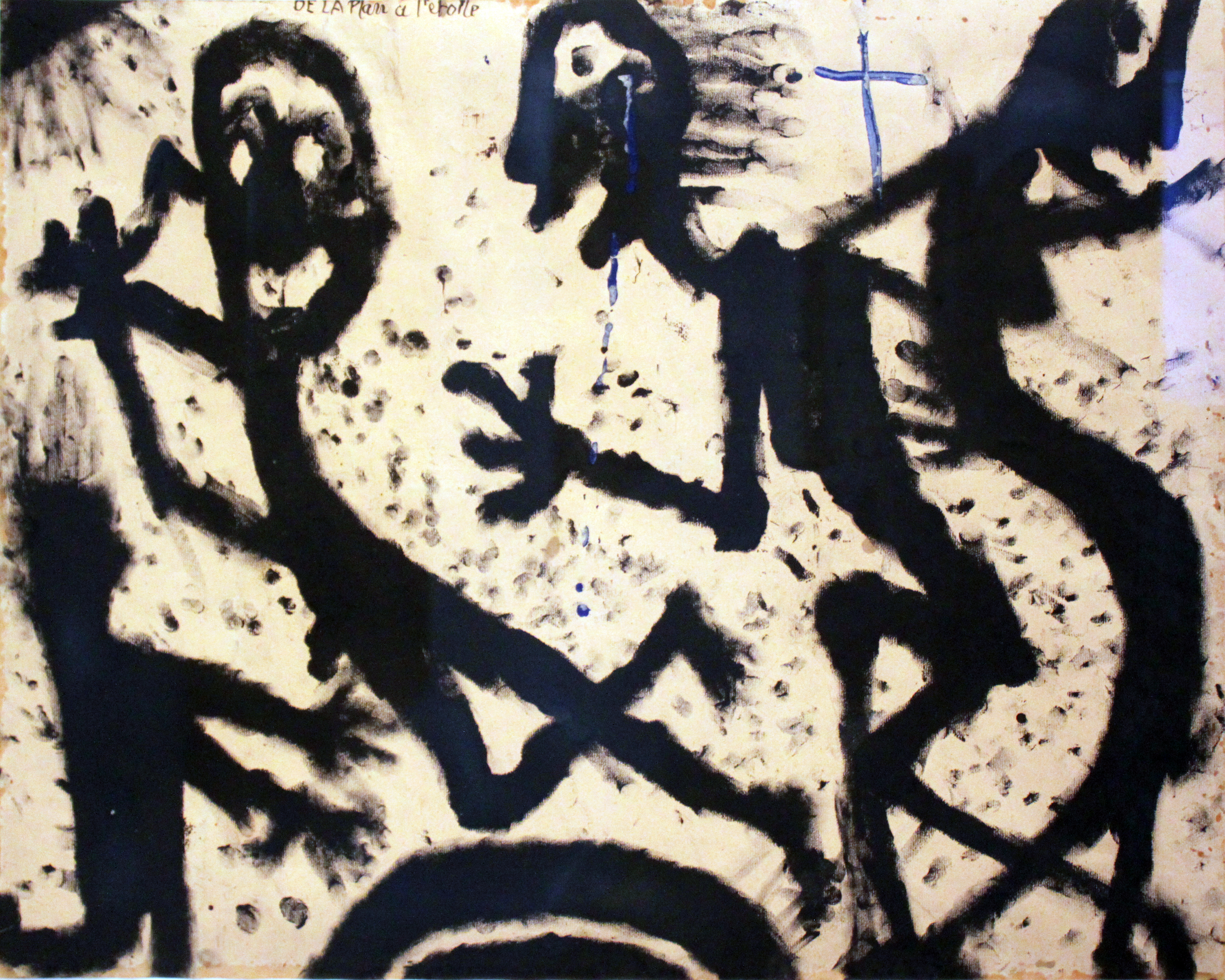
De la planète à l'étoile, 1938.
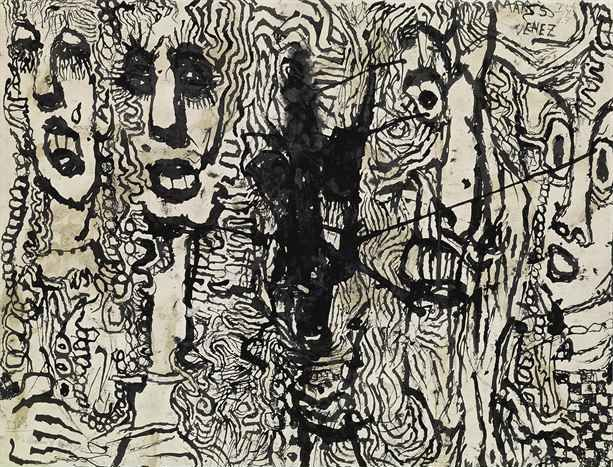
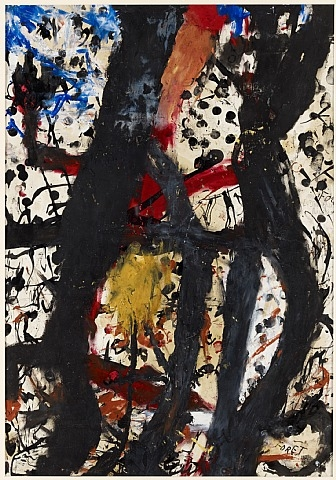
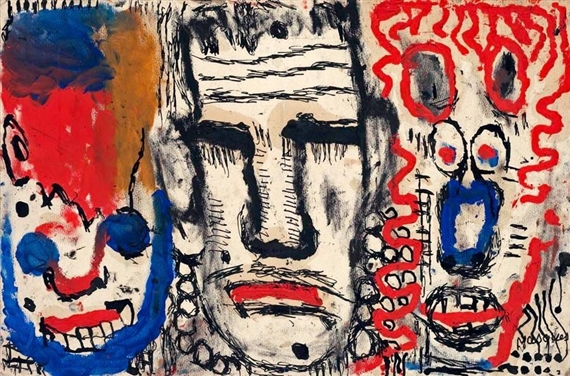
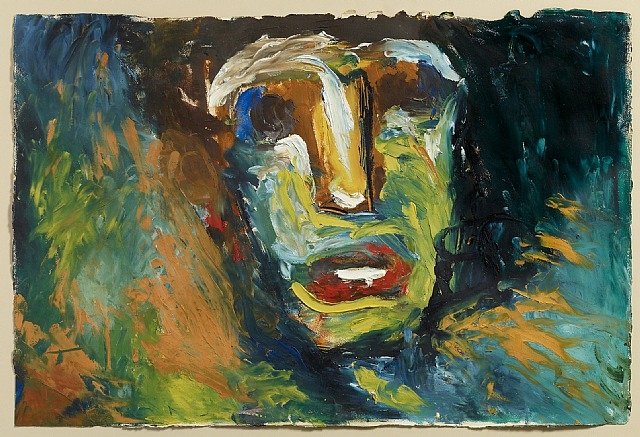

- Biblioteca Nacional de España: XX5242279
- Bibliothèque nationale de France: cb11925280h (data)
- Gemeinsame Normdatei: 118751654
- Historisch woordenboek van Zwitserland: 022105
- International Standard Name Identifier: 0000 0000 8105 3403
- Library of Congress Control Number: n83010832
- MusicBrainz: debaecbc-1f73-4899-9dcf-dc61064dbe46
- Nationale Bibliotheek van Israël: 987007350521405171
- Nederlandse Thesaurus van Auteursnamen: 071302263
- RKD-Nederlands Instituut voor Kunstgeschiedenis: 74052
- SIKART: 4022841
- SNAC: w6sx6ksw
- Système universitaire de documentation: 027697959
- Union List of Artist Names: 500030990
- Virtual International Authority File: 27071841
- WorldCat: E39PBJyhbqMpYRX7FWkVCjgdwC